# Karaburun
Pour les articles homonymes, voir Karaburun (homonymie).
Karaburun (en français « pointe noire ») est une ville de Turquie située au bord de la mer Égée sur la presqu’île qui porte son nom. C’est le chef-lieu d’un des districts de la province d’İzmir.
La ville vit principalement de l’agriculture (olives, câpres et aussi les narcisses qui sont la spécialité locale) et de la pêche mais tente de développer le tourisme, malgré un accès routier relativement difficile.
Depuis 2004, la ville accueille un festival au début du mois d’août, le Nergis Festivali . Parmi les musiciens s'y étant produit on trouve notamment Baba Zula, les Moğollar, Bülent Ortaçgil et Erkan Oğur.